# Laviéville
Laviéville is een gemeente in het Franse departement Somme (regio Hauts-de-France) en telt 134 inwoners (1999). De plaats maakt deel uit van het arrondissement Péronne.

## Geografie
De oppervlakte van Laviéville bedraagt 2,2 km², de bevolkingsdichtheid is 60,9 inwoners per km².
De onderstaande kaart toont de ligging van Laviéville met de belangrijkste infrastructuur en aangrenzende gemeenten.

## Demografie
Onderstaande figuur toont het verloop van het inwonertal (bron: INSEE-tellingen).